# Elephant Man
Elephant Man, właśc. O' Neil Bryan (ur. 11 września 1975 roku w Kingston) – jamajski wokalista, wykonawca muzyki reggae i dancehall, znany również jako the Energy God.

## Dyskografia

### Albumy
| 2000                           | Scooby Away - Data: 2000 - Wydawca: brak                                     | —  | —  | —  |
| 2000                           | Comin 4 U - Data: 17 października 2000 - Wydawca: Greensleeves Records       | —  | —  | —  |
| 2001                           | Log On - Data: 13 listopada 2001 - Wydawca: Greensleeves Records             | —  | 2  | 32 |
| 2002                           | Higher Level - Data: 12 listopada 2002 - Wydawca: Greensleeves Records       | —  | 12 | —  |
| 2003                           | Good 2 Go - Data: 2 grudnia 2003 - Wydawca: Atlantic                         | 14 | 1  | —  |
| 2007                           | Monsters of Dancehall - Data: 20 lutego 2007 - Wydawca: Greensleeves Records | —  | —  | —  |
| 2008                           | Let's Get Physical - Data: 8 kwietnia 2008 - Wydawca: JVC Victor             | 38 | 1  | —  |
| 2011                           | Dance & Sweep - Data: 14 lutego 2011 - Wydawca: VP                           | —  | 14 | —  |
| "—" pozycja nie była notowana. |                                                                              |    |    |    |

### Single
| 2003                           | "Pon De River"                                   | 86 | 68 | 19 | Good 2 Go          |
| 2004                           | "Jook Gal" (feat. Twista, YoungBloodZ & Kiprich) | 57 | 20 | 15 | Good 2 Go (Remix)  |
| 2007                           | "Five-O" (feat. Wyclef Jean)                     | —  | 87 | —  | Let's Get Physical |
| 2007                           | "Willie Bounce"                                  | —  | 51 | —  |                    |
| 2009                           | "Nuh Linga"                                      | —  | 84 | —  |                    |
| "—" pozycja nie była notowana. |                                                  |    |    |    |                    |